# Cantonul Saint-Avold-1
Cantonul Saint-Avold-1 este un canton din arondismentul Forbach, departamentul Moselle, regiunea Lorena, Franța.

## Comune
- Altviller
- Diesen
- Folschviller
- Porcelette
- Saint-Avold (parțial, reședință)
- Valmont